# Paliczyno (przystanek kolejowy)
Paliczyno – zlikwidowany przystanek gryfickiej kolei wąskotorowej w Paliczynie, w województwie zachodniopomorskim, w Polsce.